# Edward J. Ruppelt
Edward J. Ruppelt (17 tháng 7, 1923 – 15 tháng 9, 1960) là một sĩ quan Không quân Mỹ có lẽ nổi tiếng nhất về sự tham gia của ông trong Dự án Blue Book, một nghiên cứu chính thức của chính phủ về các vật thể bay không xác định. Ông thường được ghi nhận là người đề ra thuật ngữ "vật thể bay không xác định", để thay thế cho thuật ngữ "đĩa bay" - đã trở nên nổi tiếng - bởi vì quân đội cho rằng chúng "dễ gây hiểu lầm khi áp dụng cho các vật thể mà mọi người có thể diễn tả và tưởng tượng được. Vì lý do này, quân đội ưa thích tên gọi mang tính tổng quát hơn và ít màu sắc hơn: vật thể bay không xác định. UFO (phát âm là Yoo-ef-oe) trông ngắn gọn hơn."
Ruppelt là giám đốc của Dự án Grudge từ cuối năm 1951 cho đến khi nó trở thành Dự án Blue Book vào tháng 3 năm 1952; ông vẫn còn làm việc với Blue Book cho đến cuối năm 1953. Nhà nghiên cứu UFO Jerome Clark viết, "Hầu hết các nhà quan sát của Blue Book đều đồng ý rằng những năm tháng làm việc của Ruppelt bao gồm cả thời kỳ hoàng kim của dự án, khi các cuộc điều tra được hướng dẫn và tiến hành một cách có ý nghĩa nhất. Ruppelt có suy nghĩ gợi mở về UFO, các điều tra viên của ông không được mọi người biết đến, như Grudge từng làm, nhằm đưa ra những lời giải thích đầy sức thuyết phục về các vụ điều tra UFO."

## Tiểu sử

### Thiếu thời và sự nghiệp
Ruppelt sinh ra và lớn lên ở Iowa. Ông gia nhập Quân đoàn Không lực Lục quân trong Thế chiến II, và phục vụ với sự ưu đãi trong vị trí người cắt bom trên máy bay ném bom: ông được thưởng "năm ngôi sao quân công, hai ruy băng chiến công, ba Huân chương Không quân, và hai Huy chương Nhân dũng Bội tinh".
Sau chiến tranh, Ruppelt được chuyển sang làm lính dự bị Lục quân. Ông theo học trường Đại học Tiểu bang Iowa là nơi vào năm 1951, ông lấy bằng Cử nhân Khoa học về kỹ thuật hàng không. Ngay sau khi hoàn thành việc học của mình, Ruppelt được gọi trở lại quân đội để thực thi nhiệm vụ quân sự tích cực sau khi cuộc chiến tranh Triều Tiên bắt đầu.
Ông được bổ nhiệm vào Trung tâm Tình báo Kỹ thuật Hàng không có trụ sở đặt tại Căn cứ Không quân Wright-Patterson.

### Dự án Blue Book
Khi Dự án Grudge được lệnh hủy bỏ, giới chức trách đã lên kế hoạch lập ra Dự án Blue Book để thay thế dự án cũ. Trung tá N. R. Rosengarten đề nghị Ruppelt đảm nhận vai trò lãnh đạo của dự án mới, một phần vì Ruppelt "nổi tiếng là một nhà tổ chức tốt", và từng giúp đỡ các dự án khác hay thay đổi thất thường đi theo đúng hướng. Mặc dù ban đầu ông dự định ở lại với Blue Book chỉ trong vài tháng, khi Dự án Grudge được nâng cấp địa vị pháp lý vào cuối năm 1951 và đổi tên thành Dự án Blue Book, Ruppelt (sau trở thành Đại úy) vẫn được giữ lại làm giám đốc.
Ruppelt viết rằng cách tiếp cận của Không quân đối với câu hỏi UFO "được giải quyết với sự nhầm lẫn có tổ chức." Nhằm bảo vệ cuộc họp báo của Tướng Samford vào ngày 29 tháng 7 năm 1952, sau khi chiếc UFO lớn bay lướt qua Sân bay Quốc gia Washington, Ruppelt viết rằng "người của ông ấy [của Samford] đã phạm phải lỗi lầm trong việc không hoàn toàn điều tra các vụ chứng kiến." Nhà thiên văn học và cố vấn Dự án Blue Book J. Allen Hynek nghĩ rằng Ruppelt đã làm hết sức mình, chỉ để nhìn thấy những nỗ lực của ông bị cản trở. Hynek viết "Trong những lần liên lạc giữa tôi với [Ruppelt] tôi thấy anh ta tỏ ra thành thật và bối rối đến mức nghiêm trọng về toàn bộ hiện tượng này".

### Từ sau Blue Book
Ruppelt yêu cầu được thuyên chuyển khỏi Blue Book vào cuối năm 1953 ngay sau khi Ban Robertson đưa ra kết luận của mình (một phần dựa trên báo cáo chính thức của ban này, nhóm nhân viên Blue Book của Ruppelt đã giảm từ hơn mười nhân viên xuống còn ba, bao gồm cả Ruppelt). Ông rời khỏi Không quân về nghỉ hưu không lâu sau đó, rồi vào làm việc trong ngành công nghiệp hàng không vũ trụ. Năm 1956, ông đảm nhận vai trò kỹ sư nghiên cứu cho Công ty Máy bay Northrop, theo thông tin nhà xuất bản trong phiên bản trực tuyến cuốn sách năm 1956 của ông có tựa đề The Report on Unidentified Flying Objects. Hynek gợi ý rằng "cuốn sách của Ruppelt nên để cho bất kỳ ai tìm đọc nếu họ quan tâm nghiêm túc đến lịch sử của chủ đề này". Trong cuốn sách, Ruppelt đã kể lại chi tiết về khoảng thời gian ông làm việc trong các Dự án Grudge và Blue Book, và đưa ra những đánh giá về một số trường hợp UFO của riêng ông.
Năm 1956, Donald Keyhoe đề nghị Ruppelt tham gia làm cố vấn cho Ủy ban Điều tra Quốc gia về Hiện tượng Trên không (National Investigations Committee On Aerial Phenomena viết tắt NICAP). Ruppelt gần đây hay bị lên cơn đau tim và đã từ chối đề nghị của Keyhoe. Cuốn sách của Ruppelt cho thấy Ruppelt có một số quan điểm mờ nhạt về Keyhoe và những tác phẩm đầu tay của ông này; Ruppelt nói rằng trong khi Keyhoe thường bày tỏ thẳng thắn sự kiện của mình, sự giải thích của ông về vụ việc là một câu hỏi khác hoàn toàn. Ông nghĩ Keyhoe thường xử lý một cách giật gân tư liệu và buộc tội Keyhoe "đọc thầm" những gì ông và các sĩ quan khác đang nghĩ.
Năm 1960, bản mở rộng cuốn sách của Ruppelt (20 Chương) được Doubleday & Co. xuất bản. Ruppelt đưa ra lời tuyên bố rằng UFO là một "huyền thoại trong thời đại Không gian".
Ruppelt mất vì một cơn đau tim vào ngày 15 tháng 9 năm 1960, ở tuổi 37 .